# Edice Russia Altera
Russia Altera. Dějiny, kultura, duchovnost je česká knižní edice, vycházející v nakladatelství Pavel Mervart v Červeném Kostelci.
Edice se snaží nahlédnout bohatý a mnohotvárný prostor současného i minulého Ruska bez zakořeněných klišé. Publikuje výsledky nejnovějšího výzkumu českých i zahraničních badatelů z oblasti filosofie, teologie, historie, kulturologie, filologie, etnologie aj. V rámci edice rovněž vychází řada Slavica.
Vydané monografie:
- Kulturní, duchovní a etnické kořeny Ruska: Tradice a alternativy (2005)
- Kulturní, duchovní a etnické kořeny Ruska: Vlivy a souvislosti (2006)
- „Rýžoviště zlata a doly drahokamů“. Sborník pro Václava Huňáčka/“Meadows of Gold and Mine of Jewels…” A Festschrift in Honour of Václav Huňáček (2006)
- V. L. Janin, Středověký Novgorod v nápisech na březové kůře (2007)
- P. Pešek, Ruská kuchyně v proměnách doby. Gastro-etno-kulturní studie (2007)
- Kulturní, duchovní a etnické kořeny Ruska: Portréty (2009)
- K. Hloušková, Země za zrcadlem. Rusko-italské diplomatické a obchodní vztahy v druhé polovině 17. století (2010)
- A. Meň, Syn člověka (2011)
- Z. Vydra, Život za cara? Krajní pravice v předrevolučním Rusku (2011)

Řada Slavica:
- Slavistika dnes: vlivy a kontexty. Konference mladých slavistů II – říjen 2006 (2008)
- Slavistika v moderním světě. Konference mladých slavistů III – říjen 2007 (2008)
- M. Téra, Perun bůh hromovládce. Sonda do slovanského archaického náboženství (2009)
- Život plný střetů. Dílo a odkaz historika Jana Slavíka (1885–1978) (2009)
- Slovanské jazyky a literatury: hledání identity (2009)
- Ľ. Harbuľová, Sibírsky autonomizmus. Zdroje, prejavy, reflexie (1917–1939) (2010)
- Putování současnou ukrajinskou literární krajinou. Prozaická tvorba představitelů tzv. „stanislavského fenoménu“ (2010)